# 3075 Bornmann
3075 Bornmann (1981 EY15) là một tiểu hành tinh vành đai chính được Bus, S. J. phát hiện vào ngày 1 tháng 3 năm 1981 ở Siding Spring.